# NANA MIZUKI LIVE FIGHTER -BLUE×RED SIDE-
『NANA MIZUKI LIVE FIGHTER -BLUE×RED SIDE-』（ナナ ミズキ ライブ ファイター ブルー×レッド サイド）は、水樹奈々の7作目となるライブ映像作品（PV集を含めた映像作品としては通算11作目）。 2008年12月25日にキングレコードから発売された。なお本項では『NANA MIZUKI LIVE FIGHTER -BLUE SIDE-』、『NANA MIZUKI LIVE FIGHTER -RED SIDE-』についても併せて記載する。

## 概要
2008年7月5日、6日に国立代々木競技場・第一体育館で行われ、各1万2000人（計2万4000人）を動員した2Daysライブの模様をBlu-ray Discに2日分まとめて収録されている。また、7月5日公演分を『-BLUE SIDE-』、7月6日公演分を『-RED SIDE-』とそれぞれ題して、従来のDVD規格からも発売されている。本作では、キングレコードとして初めてブルーレイディスク規格が採用されている。また、従来のDVD規格からもタイトル違いで発売された。
2日間限定のスペシャルライブだが、7月5日を"BLUE SIDE"、7月6日を"RED SIDE"とし、ステージの演出、セットリストといった内容をそれぞれに合わせて変えるという大胆な試みが成され、2日間で大きく様変わりしている（後述参照）。
本作のコンセプトはライブタイトルにもあるように「FIGHTER」である。これは体育館でのライブということで、スポーツ的な要素を盛り込みたいとした水樹奈々の発案によるもの。そのため、会場はリングに見立て、青コーナーと赤コーナーに分けることで、対決的な形式をとっている。
これは、水樹奈々自身の「ライブは自分を試される戦いの場所」という考え方にも沿っている。
『LIVE FIGHTER』でのバックバンド「Cherry Boys」は、最大で9人構成となっている。水樹奈々のライブでは、「Cherry boys」は通常6人編成を主体としているが、『LIVE FIGHTER』では7人編成メンバーに、さらには途中からギターの市川祥治とベースの田中章弘の2人がゲストプレイヤーとして加わっている。これにより、水樹奈々のライブでも最大規模の9人編成となった。これは、通常のミュージシャンに付くサポートメンバーの編成と比較しても、異例の規模である。このため、水樹奈々は特別編成の「Cherry Boys」に対して、「Super Cherry Boys」と名付けた。
オリコン週間ブルーレイチャートでは、初登場2位を獲得。2009年2月2日付の同チャートで15位を獲得するとともに累計販売枚数1万枚を達成した。また、ブルーレイの音楽作品としては、同チャート集計において初めて累計1万枚以上の販売数を記録、同時にサザンオールスターズ『真夏の大感謝祭 LIVE』を抜いてブルーレイ音楽作品部門の当時の歴代1位となった。
また、DVD規格2作品も、週間音楽DVDチャートに「BLUE SIDE」が7位（総合18位）、「RED SIDE」が6位（総合16位）にそれぞれランクインした。
なお、ブルーレイディスクの採用に際して、当時の水樹本人は「自宅のDVDプレイヤーが、ブルーレイに対応していないため観られない」とこぼしていた。

## 演奏参加ミュージシャン
- ボーカル、パフォーマンス
  - 水樹奈々
- Cherry boys
  - ギター
    - 渡辺格（愛称：イタルビッチ）
    - 北島健二（愛称：ケニー）
    - 市川祥治（愛称：アニキ） ※ゲストプレイヤーとして参加

  - ベース
    - 坂本竜太（愛称：りゅーたん）
    - 田中章弘（愛称：たーさん） ※ゲストプレイヤーとして参加

  - ドラム
    - 渡辺豊（愛称：ゆたぽん）
    - 松永俊弥（愛称：まーちん）

  - キーボード
    - 大平勉（愛称：トム君）

  - サックス、パーカッション
    - 藤陵雅裕（愛称：ファイヤー）
- その他
  - バックダンス：TEAM YO-DA（MIKA、YUMEKO、SHIZUKA、ANNA、KEI、NOZOMI、MARINA、NAOMI）
  - キッズダンサー：H.Kids
  - ストンプ：ミヤタカーニバルズ

## 演奏会場
- 国立代々木競技場 第一体育館（2008年7月5日、6日）

## セットリスト
| 演奏順 | BLUE SIDE                  | RED SIDE                   |
| ------ | -------------------------- | -------------------------- |
|        | OPENING                    |                            |
| 1      | Astrogation                | Astrogation                |
| 2      | still in the groove        | still in the groove        |
|        | MC 1                       |                            |
| 3      | Happy Dive                 | Happy Dive                 |
| 4      | TRY AGAIN                  | TRY AGAIN                  |
| 5      | 空時計                     | 空時計                     |
|        | CHERRY BOYS SHOWCASE       |                            |
| 6      | Dancing in the velvet moon | Dancing in the velvet moon |
| 7      | Faith                      | Faith                      |
|        | MC 2                       |                            |
| 8      | 砂漠の海                   | White Lie                  |
| 9      | deep sea                   | ヒメムラサキ               |
| 10     | COSMIC LOVE                | COSMIC LOVE                |
| 11     | You have a dream           | You have a dream           |
|        | MC 3                       |                            |
| 12     | 迷宮バタフライ             | 赤いスイートピー           |
|        | MC 4                       |                            |
| 13     | Level Hi!                  | BE READY!                  |
|        | STOMP                      |                            |
| 14     | Bring it on!               | Bring it on!               |
| 15     | Pray                       | TRANSMIGRATION             |
|        | MC 5                       |                            |
| 16     | Orchestral Fantasia        | Orchestral Fantasia        |
|        | BAND BATTLE                |                            |
| 17     | suddenly 〜巡り合えて〜    | Justice to Believe         |
| 18     | アオイイロ                 | MASSIVE WONDERS            |
| 19     | SUPER GENERATION           | BRAVE PHOENIX              |
|        | MC 6                       |                            |
| 20     | POWER GATE                 | ETERNAL BLAZE              |
|        | encore                     |                            |
| 21     | What cheer?                | What cheer?                |
|        | MC 7                       |                            |
| 22     | Nostalgia                  | Nostalgia                  |
|        | MC 8                       |                            |
| 23     | New Sensation              | ミラクル☆フライト          |
|        | ALL LINE UP                |                            |
|        | end roll                   |                            |

## 演出
ステージセット
- ステージは、古代ローマ・コロッセオのような巨大なセットが組まれたメインステージ、会場中央のサブステージ、ステージ両サイドからアリーナ席にかけて伸びたオーバルロードの3部構成。

セット
- 1曲目の「Astrogation」では、曲に合わせて空中浮遊する。なお、リハーサルではこのセットに乗りたいスタッフが「安全のための点検」と称して乗っていたという[4]。

BLUE SIDEとRED SIDEの差異
公演された7月5日と7月6日とでは、セットリストに変更がある他、以下の変更点がある。
- 水樹奈々の衣装の色
- ファイアーバナーの炎の色
- カラーテープミサイルから出されるテープの色
- ステージ下から噴出される花、羽根、煙などの色
- サーチライト、ステージのバックライトなどの照明に使用される光の色
- アンコールで投げたグローブの色
- 観客のサイリウム

## 収録内容

### Disc-1
- OPENING
- Astrogation
- still in the groove
- MC-1
- Happy Dive
- TRY AGAIN
- 空時計
- Dancing in the velvet moon
- Faith
- MC-2
- 砂漠の海
- deep sea
- COSMIC LOVE
- You have a dream
- MC-3
- 迷宮バタフライ[5]
- MC-4
- Level Hi!
- Bring it on!
- Pray
- MC-5
- Orchestral Fantasia
- suddenly 〜巡り合えて〜
- アオイイロ
- SUPER GENERATION
- MC-6
- POWER GATE
- [encore]
- What cheer?
- MC-7
- Nostalgia
- MC-8
- New Sensation
- end roll

SPECIAL FEATURE
- LIVE FIGHTER -BLUE SIDE- オーディオコメンタリー
- MAKING OF BLUE SIDE

### Disc-2
- OPENING
- Astrogation
- still in the groove
- MC-1
- Happy Dive
- TRY AGAIN
- 空時計
- Dancing in the velvet moon
- Faith
- MC-2
- White Lie
- ヒメムラサキ
- COSMIC LOVE
- You have a dream
- MC-3
- 赤いスイートピー[6]
- MC-4
- BE READY!
- Bring it on!
- TRANSMINGRATION
- MC-5
- Orchestral Fantasia
- Justice to Believe
- MASSIVE WONDERS
- BRAVE PHOENIX
- MC-6
- ETERNAL BLAZE
- [encore]
- What cheer?
- MC-7
- Nostalgia
- MC-8
- ミラクル☆フライト
- end roll

SPECIAL FEATURE
- NLIVE FIGHTER -RED SIDE- オーディオコメンタリー
- MAKING OF RED SIDE

### DVD

#### BLUE SIDE
Disc-1
- OPENING
- Astrogation
- still in the groove
- MC-1
- Happy Dive
- TRY AGAIN
- 空時計
- Dancing in the velvet moon
- FAITH
- MC-2
- 砂漠の海
- deep sea
- COSMIC LOVE
- You have a dream
- MC-3
- 迷宮バタフライ
- MC-4
- Level Hi!
- Bring it on!
- Pray

Disc-2
- MC-5
- Orchestral Fantasia
- suddenly 〜巡り合えて〜
- アオイイロ
- SUPER GENERATION
- MC-6
- POWER GATE
- [encore]
- What cheer?
- MC-7
- Nostalgia
- MC-8
- New Sensation
- end roll

SPECIAL FEATURE
- LIVE FIGHTER -BLUE SIDE- オーディオコメンタリー

#### RED SIDE
Disc-1
- OPENING
- Astrogation
- still in the groove
- MC-1
- Happy Dive
- TRY AGAIN
- 空時計
- Dancing in the velvet moon
- Faith
- MC-2
- White Lie
- ヒメムラサキ
- COSMIC LOVE
- You have a dream
- MC-3
- 赤いスイートピー
- MC-4
- BE READY!
- Bring it on!
- TRANSMIGRATION

Disc-2
- MC-5
- Orchestral Fantasia
- Justice to Believe
- MASSIVE WONDERS
- BRAVE PHOENIX
- MC-6
- ETERNAL BLAZE
- [encore]
- What cheer?
- MC-7
- Nostalgia
- MC-8
- ミラクル☆フライト
- end roll

SPECIAL FEATURE
- LIVE FIGHTER -RED SIDE- オーディオコメンタリー